# Benjamin Ten Broeck House

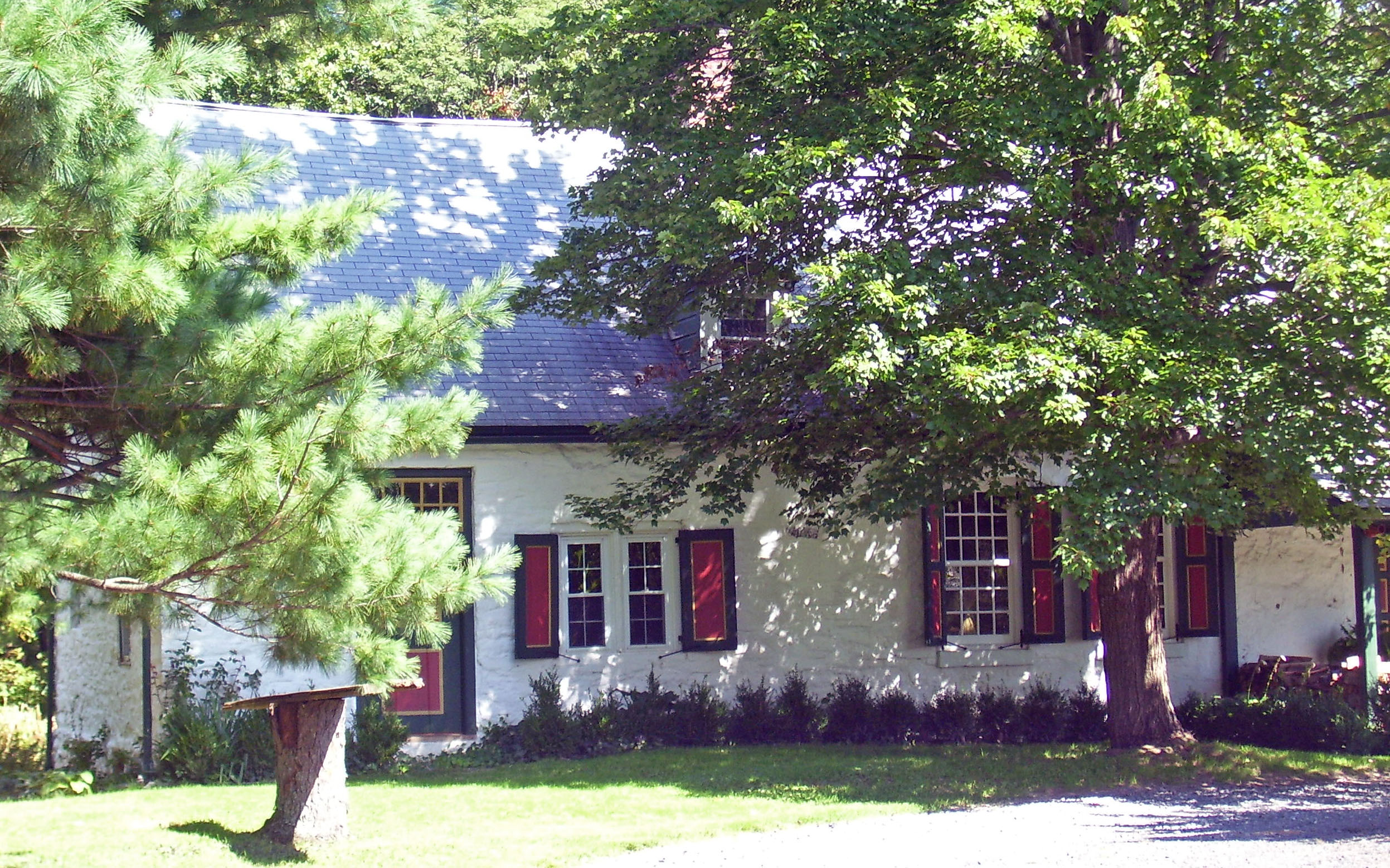
Ansicht der Südseite (2008)

Das Benjamin Ten Broeck House, auch als Felten-Ten Broeck-Chmura House bekannt, ist ein Wohngebäude an der Flatbush Road (New York State Route 32) in der Town of Ulster nördlich von Kingston, New York in den Vereinigten Staaten. Es ist ein steinernes Haus, das in drei Etappen in den Jahren vor der Amerikanischen Revolution gebaut wurde.
Der Bauherr war Benjamin Ten Broeck, ein wohlhabender Landbesitzer, auf dessen Grund es gebaut wurde. Es diente der Unterbringung seiner Bediensteten. Da sein Gebäude abgebrochen wurde, ist das Haus das einzige Überbleibsel seines Grundbesitzes. Das Design des Gebäudes ist im Großen und Ganzen niederländischen Ursprungs, doch die Gestaltung der Küche lässt vermuten, dass das Haus von pfälzischen Einwanderern bewohnt wurde. Vandalismus und Diebstahl haben dazu geführt, dass ein Teil der ursprünglichen Innenausstattung nicht mehr vorhanden ist, doch insgesamt ist die historische Integrität des Gebäudes erhalten. Das Bauwerk wurde 2005 in das National Register of Historic Places aufgenommen.

## Gebäude
Das Haus befindet sich auf einem 0,54 Hektar großen Grundstück an der Ostseite der Flatbush Road direkt südlich der Auffahrtsrampen zur New York State Route 199 und der westlichen Zufahrt zur Kingston–Rhinecliff Bridge. Das Gebiet besteht zum größten Teil aus Feldern und Waldgrundstücken, einige weitere Häuser stehen etwa 500 m weiter südlich auf derselben Seite der Flatbush Road. Das Haus steht etwa 60 m entfernt von der Straße, von der es durch hochgewachsene Bäume abgeschirmt ist. Eine nicht asphaltierte Zufahrt führt von der Straße zum Haus hin, wo sie an einem kleinen Kreisverkehr endet.
Das Gebäude ist ein eineinhalb Stockwerke zählendes Bauwerk aus gebrochenen Kalksteinblöcken, die weiß gekalkt sind. Das Satteldach ist mit Schindeln aus Dachpappe gedeckt, die Giebeldreiecke sind mit Holzschindeln verkleidet. Auf dem Dach sitzen zwei Kamine aus Backsteinen sowie in der Mitte der südlichen Dachseite zwei Dachgaubenfenster.
Die Vorderseite des Hauses reflektiert die drei Phasen der Erbauung des Hauses. Am östlichen Ende befindet sich eine Veranda mit Halbdach und dem Haupteingang. Im Mittelteil befinden sich zwei Aufschiebfenster mit jeweils zwölf Butzenscheiben, auf ein Paar kleinerer Fenster folgt zum westlichen Ende hin ein Nebeneingang. Alle Fenster sind mit soliden Fensterläden versehen, die in grün und rot gestrichen sind. An der Westseite gibt es zwei Fenster, jeweils eines pro Stockwerk, Richtung Osten gibt es doppelt so viele Fenster. An der Rückseite des Hauses, nach Norden hin gelegen, befinden sich nur zwei Fenster am westlichen Ende und in der Mitte.
Jeder Gebäudeabschnitt wurde im Innern durch einen offenen Raum gebildet. Der mittlere Teil wurde in kleinere Räume aufgeteilt und das Niveau des Ostteils liegt etwas niedriger als der Rest des Hauses. Die Gebäudeteile im Osten und der Mitte haben offene Kamine, letzterer mit einer georgianischen Kaminummantelung. Freigestellte Deckenbalken stützen die Dachstuben darüber. Der westliche und mittlere Teil des Hauses sind durch eine Brettertüre mit schmiedeeisernen Scharnierband und Beschlägen verbunden.

## Geschichte

### 1751–1770: ursprüngliches Bauwerk
Benjamin Ten Broeck I, der das Haus erbauen ließ, war der Urenkel von Wessel Ten Broeck, der 1626 mit Peter Minuit in die Kolonie Nieuw Nederland kam. Ten Broeck baute 1748 seinen später abgebrochenen ersten Wohnsitz auf dem Grundstück, auf dem er drei Jahre später den ersten Teil des Hauses errichten ließ, der den Farmpächtern auf seinem Land als Wohnung dienen sollte. Eine Familie mit dem Namen Felten, vermutlich die Nachkommen Anfang des 18. Jahrhunderts von aus der Pfalz geflohenen Einwanderern waren die ersten Bewohner.
Ten Broeck erbaute das Haus im Stil der niederländischen anonymen Architektur, wie sie von den niederländischen Siedlern in dem Gebiet angewendet wurde. Dazu gehörte auch eine offene, pfostenfreie Herdstelle im Zentrum des Raumes, die zum Kochen und zum Heizen verwendet wurde. Dieser Gebäudeteil wurde später aufgeteilt. Der westliche Abschnitt des Hauses entstand 1765 in der zweiten Bauphase und setzte den niederländischen Stil fort.
Der Einbau von Wechselbalken an der westlichen Mauer deutet darauf hin, dass der ursprüngliche Bauplan auch auf dieser Seite eine offene Herdstelle vorsah, doch es ist kein solches Fundament vorhanden. Deswegen ist es wahrscheinlicher, dass der Plan während der Bauausführung geändert wurde, um einem gusseisernen Ofen auf einem gemauerten Sockel Platz zu machen, der mit Kohle beheizt wurde. Diese Anordnung ist typisch für Häuser deutscher Einwanderer jener Zeit und weist darauf hin, dass die Bewohner des Hauses dieser Herkunft waren.
In der letzten Phase entstand vermutlich um 1770 der östliche Gebäudeteil; der Stil der zeitgenössischen Ergänzungen im Mittelteil lässt jedoch auch ein Entstehen bis spätestens 1790 als möglich erscheinen. Die Veränderung des offenen Kamins im Mittelteil war wahrscheinlich das Ergebnis der Nutzung des neuen Flügels als Küche.

### 1777–Gegenwart: Umbauten und Erhaltung
1777 feuerten britische Schiffe auf dem Hudson River auf das Ten Broeck House, als Kingston niedergebrannt wurde. Die Familie suchte in dem Farmhaus Zuflucht, während das Haupthaus repariert wurde.
Nach der Revolution verblieb der größte Teil des Grundbesitzes im Eigentum der Familie Ten Broeck, und dies änderte sich bis zum Beginn des 20. Jahrhunderts nicht. Ob die Familie weiterhin auf dem Grundstück lebte, ist hingegen nicht sicher. Nach einer Version wohnte Elizabeth Maraquat, die Enkelin von Benjamin Ten Broeck I, bis 1820 im Haupthaus, das früheste Schriftstück, das den Eigentümer des Landes dokumentiert, stammt aus dem Jahr 1803 und gibt an, es sei von einem Johannis Snyder aus Kingston an William Prince aus dem Fairfield County, Connecticut verkauft worden. Von Snyder, der dem Dokument zufolge zu jener Zeit auf dem Grundstück lebte, nimmt man an, dass er der jüngere Bruder von Maria Felten war. Daraus lässt sich schließen, dass die früheren Pächter zu dem Zeitpunkt bereits Eigentümer des Grundstücks geworden waren.

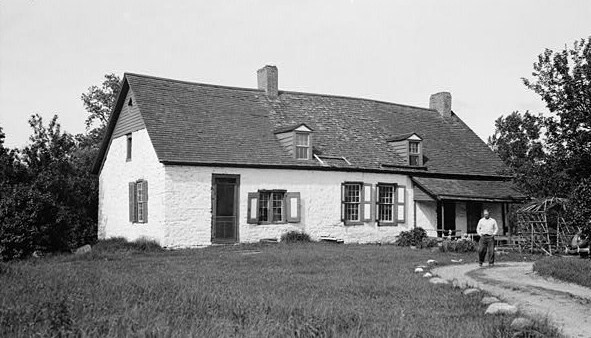
Photographie des Hauses für den HABS aus dem Jahr 1936

Das Haupthaus wurde 1904 abgerissen, sodass das Haus der Landpächter das einzige Überbleibsel des einst großen Herrensitzes Pächterhaus ist. 1936 wurde das Haus für den Historic American Buildings Survey (HABS) dokumentiert. Die Photodokumentation zeigt, dass das Haus damals noch nicht von Bäumen umgeben war.
Wenige Jahre später, 1939, wurde das Haus von einem Antiquitätenhändler aus Kingston besichtigt. Dieser sammelte Artefakte für das Winterthur Museum in Delaware, und es gelang ihm, eines der ursprünglichen Fenster durch eine historische Nachbildung zu tauschen. Er wollte auch die Innentür erwerben, doch der Farmer Steven Chmura, dem das Haus zu dem Zeitpunkt gehörte, lehnte dies ab.
Seit damals war das Haus in Zeiten des Leerstandes beim Wechsel des Eigentümers öfters Gegenstand von Diebstahl und Vandalismus. Auf diese Weise gingen die ursprünglichen Fensterläden und die Türe zwischen dem Mittelteil und westlichen Flügel des Hauses verloren. Um 1990 wurde die westliche Türe zugemauert und die Bodendielen wurden durch ähnlich gestaltetes neues Holz ersetzt. Der derzeitige Eigentümer musste auch die Fensterrahmen ersetzen lassen.